# Quincy Tan
Quincy Tan Jin Hong (chino simplificado: 陈仁丰, chino tradicional: 陈仁丰, pinyin: Chén Rénfēng), nacido el 10 de enero de 1982 en Kajang, Selangor, es un popular cantante y compositor malayo que ganó el octavo lugar en la competencia  Asia-Singer, un concurso de canto en Shanghái, China en 2005. En marzo de 2006 lanzó su primer EP titulado Quincy 陈仁丰 EP2006. La religión que profesa es el taoísmo.

## Discografía
- Quincy 陈仁丰　EP2006 (2006)
- 音乐故事 (2007)
- 丰の乐 (2008)

## Premios
| Año  | Premios |
| ---- | --- |
| 2005 | - Champion, 1st Asia New-Singer Singing Competition (Malaysia Round) 金奖,第一届亚洲新人歌手大赛 (马来西亚) - Best Potential Singer, 1st Asia New-Singer Singing Competition (Malaysia Round) 最佳潜质新人奖,第一届亚洲新人歌手大赛 (马来西亚) - Best New-Comers, 8th Asia New-Singer Singing Competition 第八届亚洲新人歌手大赛 |
| 2006 | - Bronze Medal New-Comers, 11th Persatuan Wartawan Hiburan (PWH) Music Awards 新人推荐铜奖,娱协奖 |